# (11848) Paullouka
(11848) Paullouka est un astéroïde de la ceinture principale.

## Description
(11848) Paullouka est un astéroïde de la ceinture principale. Il fut découvert le 11 février 1988 à La Silla par Eric Walter Elst. Il présente une orbite caractérisée par un demi-grand axe de 2,65 UA, une excentricité de 0,13 et une inclinaison de 1,2° par rapport à l'écliptique.

## Compléments